# Pallars Jussà

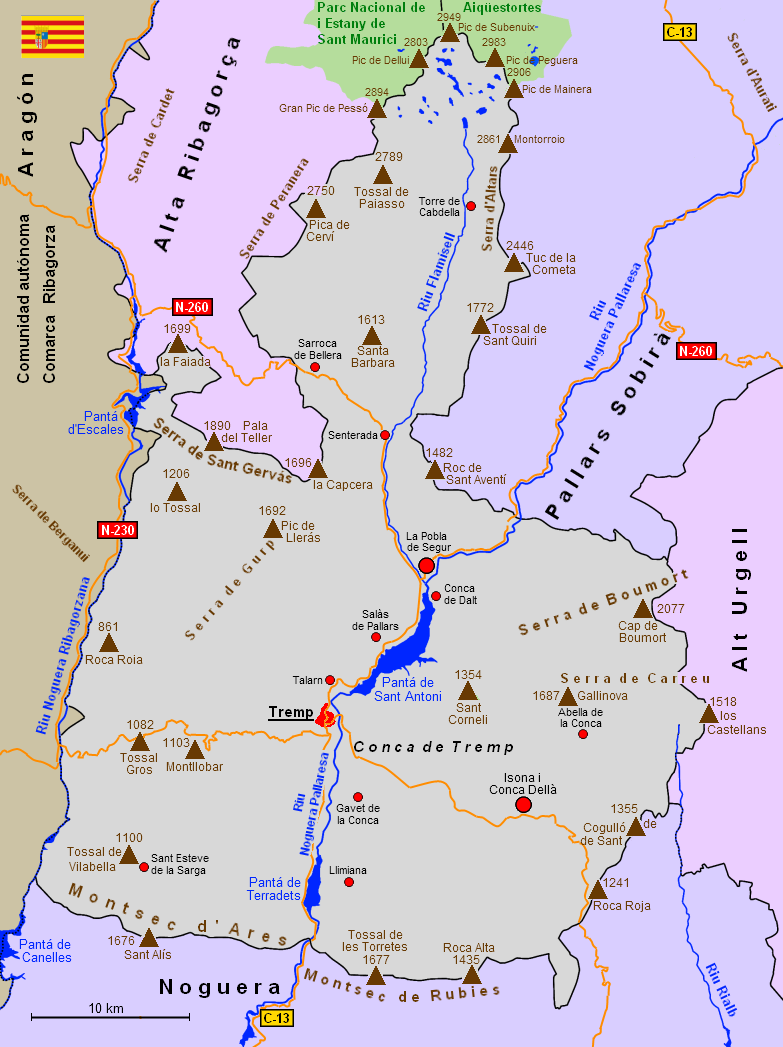
Karte von Pallars Jussà

Die Comarca Pallars Jussà liegt in der Provinz Lleida der Autonomen Gemeinschaft von Katalonien (Spanien). Der Gemeindeverband hat eine Fläche von 1.344,06 km² und 13.199 Einwohner (2022). Zusammen mit der Comarca Pallars Sobirà bildet sie die historische Comarca Pallars.

## Lage
Der Gemeindeverband liegt im nördlichen Teil Kataloniens, nördlich der Provinzhauptstadt Lleida. Er grenzt im Norden an die Comarca Alta Ribagorça und Pallars Sobirà im Osten an Alt Urgell, im Süden an Noguera, im Westen an die Comarca Ribagorza der Autonomen Gemeinschaft Aragonien. Zusammen mit den Comarcas Alta Ribagorça, Alt Urgell, Cerdanya, Pallars Sobirà und Vall d’Aran bildet der Gemeindeverband das Territorium Alt Pirineu i Aran.
Der Pallars Jussà liegt in den Pyrenäen. Die Hochgebirgslandschaft, mit Gipfeln von über 2.900 m, nimmt den gesamten Norden der Region ein. Im Osten liegt der Gebirgszug Serra de Boumort, im Süden die Montsec de Rúbies und die Montsec d’Ares. In dieser bergigen Landschaft sind die Täler der Flüsse Noguera Pallaresa, Noguera Ribagorzana, Flamisell, nach Nord-Süd ausgerichtet. Im Zentrum der Region befindet sich das Becken von Tremp (kat. Conca de Tremp). Nach dem Zusammenfluss des Noguera Pallaresa und des Flamisell wird der Fluss in 2 Talsperren, der Pantá de Talarn und Pantá de Terradets aufgestaut. Im Westen bildet der Fluss Noguera Ribagorzana mit der Talsperre Pantá de Escales eine natürliche Grenze zur Autonomen Gemeinschaft Aragonien. Ganz im Osten entspringt der Fluss Riu Rialb.

## Wirtschaft
Die Wirtschaft der Comarca wird vor allem von der Landwirtschaft und der Viehzucht geprägt. Angebaut werden Getreide, Kartoffel und Futtermittel, im Becken von Tramp auch Obst, Mandeln, Oliven und Wein. In den höheren Lagen werden Rindern, im Becken von Tramp Schafe gehalten. Die ansässige Industrie verarbeitet deren Produkte. Zunehmend an Bedeutung gewinnt der Tourismus.

## Gemeinden
| Gemeinde                | Einwohner (2024) | Fläche km² | Dichte Einw./km² | Cod INE | Postleitzahl |
| ----------------------- | ---------------- | ---------- | ---------------- | ------- | ------------ |
| Abella de la Conca      | 158              | 78,21      | 2                | 25001   | 25651        |
| Castell de Mur          | 170              | 63,00      | 3                | 25904   | 25632        |
| Conca de Dalt           | 434              | 165,79     | 3                | 25161   | 25500        |
| Gavet de la Conca       | 259              | 90,86      | 3                | 25098   | 25639        |
| Isona i Conca Dellà     | 1.046            | 140,32     | 7                | 25115   | 25650        |
| Llimiana                | 131              | 40,91      | 3                | 25128   | 25639        |
| La Pobla de Segur       | 3.015            | 33,38      | 90               | 25171   | 25500        |
| Salàs de Pallars        | 349              | 20,68      | 17               | 25190   | 25693        |
| Sant Esteve de la Sarga | 127              | 93,39      | 1                | 25196   | 25632        |
| Sarroca de Bellera      | 115              | 86,97      | 1                | 25201   | 25555        |
| Senterada               | 158              | 34,73      | 5                | 25202   | 25514        |
| Talarn                  | 539              | 27,82      | 19               | 25215   | 25630        |
| La Torre de Cabdella    | 785              | 165,53     | 5                | 25227   | 25515        |
| Tremp                   | 6.015            | 302,47     | 20               | 25234   | 25620        |
| Comarca Pallars Jussà   | 13.301           | 1.344,06   | 10               | –       | –            |